# ييوزو وادا
ييوزو وادا (باليابانية: 和田 雄三) (2 مايو 1980 في شيزوكا في اليابان – )؛ هو لاعب كرة قدم ياباني سابق كان يلعب كلاعب وسط.